# De Gavers (Kemzeke)
De Gavers is een natuurgebied in de Belgische gemeente Sint-Gillis-Waas. Het gebied bestaat uit enkele percelen, beheer door Natuurpunt en gelegen tussen de autoweg en het natuurgebied De Stropers. De Gavers, natte hooilanden van slechts enkele hectaren groot, zijn de enige die resten van het eertijds grotere gebied dat gelegen was in een uithoek van de gemeente Kemzeke.

## Beschrijving
Geologisch is het een bijzonder gebied. Het is vlak en ligt minder dan twee meter boven de zeespiegel. De bodem bestaat uit een colluviale laag van ongeveer 40 centimeter samengespoeld zand en leem uit de omgeving. Bijzonder is dat dit materiaal rust op een moeraskalklaag van ongeveer 15 centimeter dik. Deze dateert van na de ijstijden toen het gebied een voedselrijke zoetwaterplas was waarin veel weekdieren voorkwamen die voor de kalkafzetting zorgden. De drassige bodem en de regelmatige overstromingen - ook na zomerse stortbuien - laten geen andere dan een weide- of hooilandcultuur toe. De moeraskalk verhindert niet alleen dat de bodem verzuurt maar houdt ook de fosfaten vast die zo slechts mondjesmaat voor de plantengroei beschikbaar zijn. Deze gunstige situatie wordt nog versterkt door ijzerrijk kwelwater dat vanuit de hoger gelegen Stropersbossen het gebied binnendringt.

## Flora
Al vroeg in het voorjaar staan de laagst gelegen delen van de hooilanden vol met prachtige dotterbloemen. Vanaf mei zie je er de pinksterbloem, het zomp- en moerasvergeetmijnietje, scherpe en kruipende boterbloem en de echte koekoeksbloem. Begin juni komen daar grote ratelaar, zeegroene muur, de gevlekte rietorchis en moeraswalstro bij. In volle zomer geuren de graslanden van de bloeiende moerasspirea, watermunt en kransmunt.

## Fauna
Tijdens de zomermaanden tref je er de kleine karekiet en bosrietzanger. De grasmus is te vinden aan het kleine ruige perceel met koninginnenkruid en bramen. Buizerd en torenvalk worden vaak waargenomen, speurend naar muizen.
In warme zomers zijn vlinders niet bepaald zeldzaam in de Gavers: oranjetipje, landkaartje, bruin zandoogje, bont zandoogje, atalanta, groot koolwitje, kleine vos en oranje luzernevlinder.